# بلاگودارنی
شهر بلاگودارنی (به روسی: Благодарный) در کشور روسیه و در کرای استاوروپول واقع شده‌است.